# Augustinerkloster Wittenberg

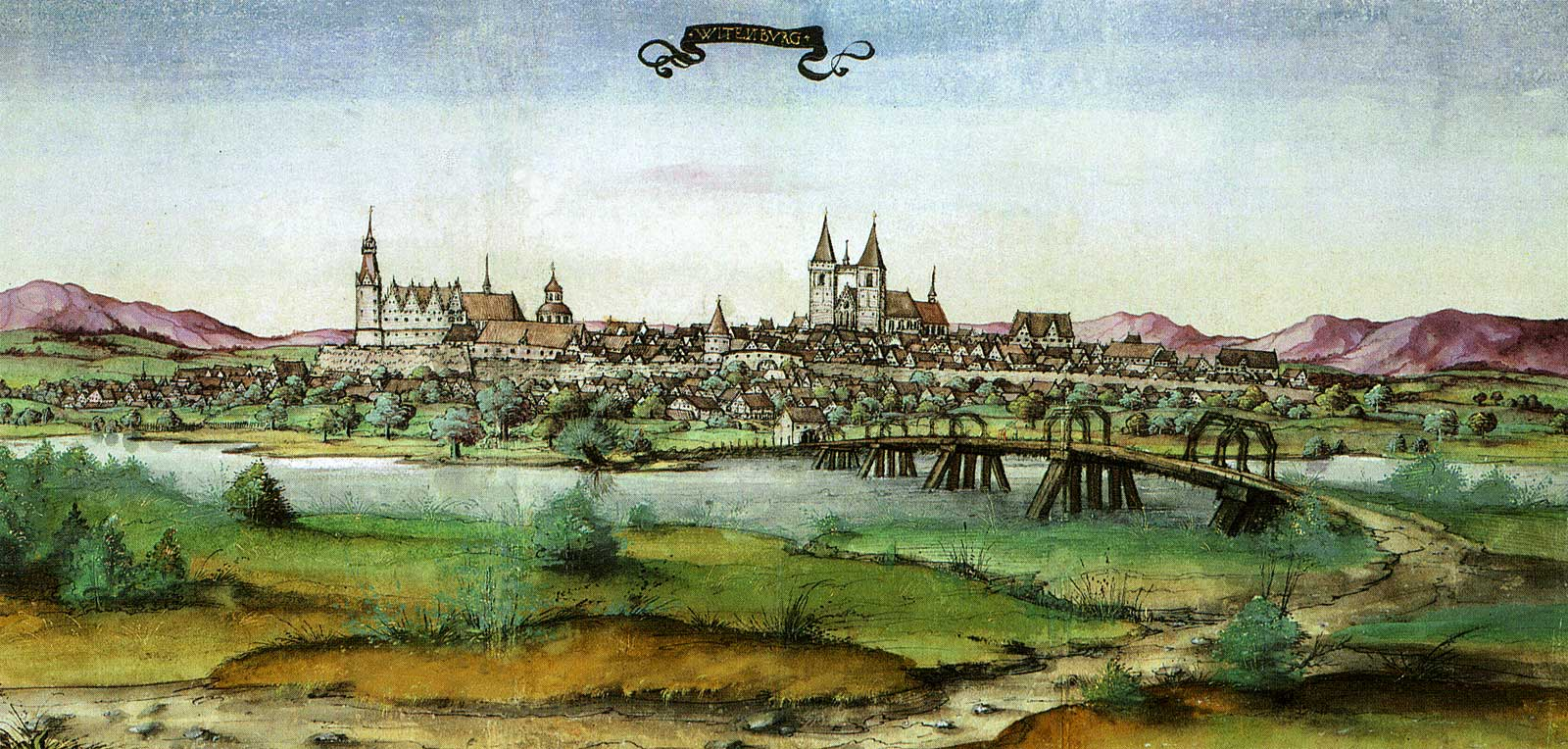
Ansicht von Wittenberg 1536: Das Augustinerkloster befindet sich direkt an der Stadtmauer, ein langgestrecktes Einzelgebäude unterhalb des Schlosses (Reisealbum des Pfalzgrafen Ottheinrich, Universitätsbibliothek Würzburg)

Das Augustinerkloster (auch Schwarzes Kloster) war ein Kloster der Augustiner-Eremiten in Wittenberg im damaligen Kurfürstentum Sachsen von 1504 bis 1524.

## Lage
Das Kloster befand sich im östlichen Teil der mittelalterlichen Stadt in der Nähe des Elstertors direkt an der Stadtmauer. Heute befindet sich dort das Lutherhaus (Augusteum).

## Geschichte
Das Kloster wurde wahrscheinlich 1504 gegründet. Die Klosteranlage wurde auf dem Gelände des bisherigen Heilig-Geist-Spitals erbaut. Das Kloster diente besonders der Unterkunft auswärtiger Augustiner-Mönche, die an der kurz davor gegründeten Wittenberger Universität studierten.
1508 kam Martin Luther nach Wittenberg und wohnte seitdem im Kloster. 1517 löste er mit der Veröffentlichung seiner Thesen die Reformation aus.
Ende 1521 hatten 15 Mönche das Kloster verlassen. Im Januar 1522 wurde den verbliebenen Brüdern erlaubt, das Kloster zu verlassen. Seit März jenes Jahres wohnte Luther nach der Rückkehr von der Wartburg wieder im Kloster, zusammen mit einigen wenigen verbliebenen Mönchen. 1524 übereignete ihm der Kurfürst Friedrich den Gebäudekomplex.

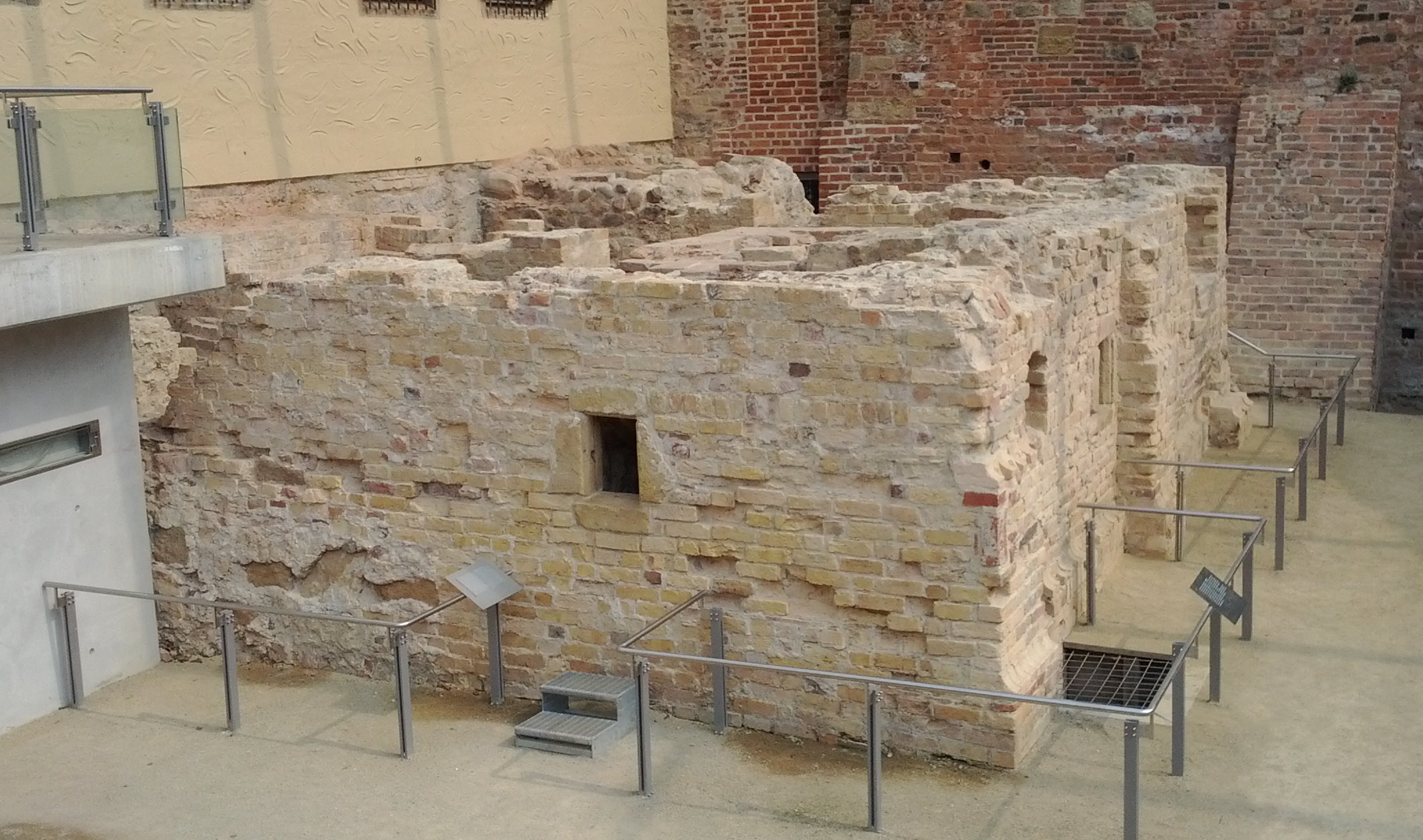
Der sogenannte Südanbau des Augustinerklosters, erbaut 1515 bis 1516, wird als Priorat gedeutet (komfortablere Wohnräume des Priors Konrad Helt, später von Luther bezogen)

### Hausstand und Hauswesen der Familie Luther
Nach ihrer Hochzeit, die am 27. Juni 1525 stattfand, bezog das Paar das ehemalige Augustinerkloster in Wittenberg. Es war Kurfürst Johann der Beständige, der den beiden das neue Domizil zur Verfügung gestellt hatte. Katharina von Bora verwaltete und bewirtschaftete die umfangreichen Ländereien, betrieb Viehzucht und eine Bierbrauerei, um Luther, seine Studenten und Gäste zu verköstigen. Katharina von Bora ließ das Haus mehrfach umbauen, so dass ein privater Wohnbereich für die Familie im engeren Sinne entstand. Eine nicht geringe Arbeitsbelastung für die Haushaltsführenden, im Sinne einer Oeconomia christiana, resultierte aus der hohen Anzahl von Besuchern oder auch regelmäßigen Kostgängern in der späteren „lutherischen Einrichtung“. Es lebten regelmäßig zwischen fünfundzwanzig bis fünfzig Personen im „Schwarzen Kloster“.
So wohnten etwa Johann Schneidewein, der spätere deutsche Jurist, Juraprofessor, Rektor der Universität Jena, wie auch sein älterer Bruder Heinrich durch Vermittlung seines Vaters, seit dem Jahre 1523/24, zehn Jahre als Haus- und Tischgenosse im lutherischen Anwesen.
Um die Kosten der Beherbergung zu senken, wurde von den Haus- und Tischgenossen ein bescheidenes Entgelt gefordert. Im lutherischen Hausstand gab es aber immer auch eine Reihe von Gästen, die wenig oder nichts zahlten, so Flüchtlinge, die ihr Amt verloren hatten, oder mittellose ehemalige Mönche oder Nonnen.

## Strukturen
Das Kloster wurde von einem Prior geleitet. Zwischenzeitlich lebten über 40 Mönche dort, die meisten auswärtige Augustiner, die an der Universität studierten.
Das Kloster hatte Einkünfte aus einigen Dörfern der Umgebung sowie aus Stiftungen und Schenkungen. Termineien sind nicht bekannt.

## Persönlichkeiten
Generalvikar der Augustiner
- Johannes Staupitz, lebte 1502–1512 in Wittenberg, gründete 1502 die Universität mit

Prioren
- Johann Domeczer, 1504
- Gregor Mayer, 1504
- Johann Herrgott, 1505/06
- Melchior Mirisch, 1509–1510, lebte 1507–1510/12 im Kloster
- Wenzeslaus Linck, 1511–1515, Dekan der Theologischen Fakultät 1512–1514, lebte 1503–1516 im Kloster
- Jakob Propst, 1515–1518
- Adam Ulrich, 1518, war bereits 1502 in Wittenberg
- Konrad Helt, 1519–1522, lebte 1512–1522 im Kloster
- Eberhard Brisger, 1522–1523, lebte 1518–1525 im Kloster

Subprioren
- Martin Luther, 1512–1515, Distriktsvikar 1515–1518,  lebte 1508–1509, 1512–1521, 1522–1524 im Kloster, danach als persönlicher Besitz bis 1546

Weitere Mönche
- Heinrich von Zutphen, 1508–1516
- Johann Westermann, 1510
- Johann Lange, 1511–1515
- Gabriel Zwilling, 1512–1517, 1519–1521
- Georg Spenlein, 1512–1516
- Tilemann Schnabel, 1515
- Augustin Himmel, 1516–vor 1521
- Johannes Lonicerus, 1518–1521

Drucker
- Johann Gronenberg, hatte 1508–1523 eine Druckerei im Kloster

## Weitere Nutzung
1564 überließen die Erben Luthers der Universität das Gelände.